# Spinoendothyrinae
Spinoendothyrinae es una subfamilia de foraminíferos bentónicos cuyos taxones se han incluido tradicionalmente y en su mayoría en la Subfamilia Endostaffellinae, de la Familia Endothyridae, de la Superfamilia Endothyroidea, del Suborden Fusulinina y del Orden Fusulinida. Su rango cronoestratigráfico abarca desde el Tournaisiense superior hasta el Viseense medio (Carbonífero inferior).

## Discusión
Clasificaciones más recientes incluyen Spinoendothyrinae en la familia Loeblichiidae, de la superfamilia Loeblichioidea, del suborden Endothyrina, del orden Endothyrida, de la subclase Fusulinana y de la clase Fusulinata.

## Clasificación
Spinoendothyrinae incluye a los siguientes géneros:
- Elergella †, también considerado en la subfamilia Endostaffellinae
- Inflatoendothyra †, también considerado en la subfamilia Endostaffellinae
- Pseudochernyshinella †, también considerado en la subfamilia Endostaffellinae
- Pseudoplanoendothyra †, también considerado en la subfamilia Endostaffellinae
- Spinobrunsiina †, también considerado en la subfamilia Septabrunsiininae
- Spinoendothyra †, también considerado en la subfamilia Endostaffellinae

Otros géneros considerados en Spinoendothyrinae son:
- Banffella †, también considerado en la subfamilia Endothyrinae
- Urbanella †, también considerado en la subfamilia Endostaffellinae